# Matrixprinter
En matrixprinter, er en slags printer som anvender en matrice af nåle der trykkes mod et farvebånd for at lave udskrifter, en proces som ligner den hos en mekanisk skrivemaskine. Til forskel fra skrivemaskinen anvender matrixprinterne ingen færdige skrifttyper. Den kan altså udskrive tegn af valgfri form, og endog billeder samt anden grafik, i den opløsning nålematricen tillader. Visse matrixprintere har desuden flere farvebånd og kan dermed skrive i farver. Dog er det normalt ikke muligt at variere styrken eller mætningen af hver grundfarve hvorfor antallet af farver er stærkt begrænset.
Nutildags er matrixprintere ganske sjældne fordi de er dyrere at fremstille og dermed at indkøbe end inkjetprintere og laserprintere og de skriver ikke særlig pænt. Den eneste fordel er egentlig de meget lave driftsomkostninger, hvilket har begrænset anvendelsen til udskrift af f.eks. logs, lønsedler, følgesedler, fakturaer og så videre hvor store mængder data skal udskrives men udskriftskvaliteten har mindre betydning. Som oftest anvender matrixprinterne sammenhængende papir forsynet med huller langs siderne, det såkaldte traktorpapir. Dette er en fordel fordi store mængder data skal udskrives i tidsordning, for eksempel en log over en industriproces. Nogle gange anvendes selvkopierende papir eller karbonpapir sammen med en matrixprinter, så en kopi kan udskrives samtidig med originaludskriften. Det er ofte anvendeligt i forbindelse med udskrift af fakturaer, følgesedler, kvitteringer og lignende.